# Mária Mezey
Mária Mezey (n. 16 octombrie 1909, Kecskemét, Ungaria – d. 20 aprilie 1983, Budapesta, Republica Populară Ungară) a fost o actriță maghiară, distinsă cu titlurile de artist emerit și maestru al artei.

## Biografie
Mária Mezey a frecventat studii la Universitatea din Szeged, pe care le-a întrerupt pentru a studia la școala de actorie a lui Kalman Rózsahegyi din Budapesta. Și-a început cariera de actriță la Miskolc în 1931. Apoi s-a alăturat trupei Teatrului Național din Pécs (1933-1934), apoi, din 1935, ea a jucat la diferite teatre din Budapesta: Teatrul Belváros, Teatrul de Comedie, Teatrul de Operetă din Budapesta (1949-1956), Teatrul Madách (1956-1962), Teatrul Petőfi (1962-1964) și Teatrul Național (1964-1970). A participat la un turneu canadian în 1968, iar doi ani mai târziu s-a pensionat din cauză că se îmbolnăvise de gripa de Hong Kong.
A fost căsătorită de două ori, iar în perioada războiului a trăit o poveste secretă de dragoste cu dramaturgul Sándor Márai. Era de religie reformată.

## Roluri în piese de teatru
- Ferenc Molnár:Liliom (Muskátné)
- Shaw: Warrenné mestersége (Címszerep)
- Lajos Zilahy: Tűzmadár (Karola)
- Scribe: Egy pohár víz (Hercegnő)
- Maugham: Színház (Julia Gosselyn)
- Ibsen: Rosmersholm (Rebekka West)
- Cehov: Három nővér (Mása)
- Eschil: Oreszteia (Klütaimnésztra)
- Williams: Az ifjúság édes madara (Alexandra del Lago)
- O’Neill: F.M. Névjegy (Anna Christie)
- Károly Aszlányi: Amerikai komédia (Tony), 1938

## Filmografie

### Filme de cinema
- Az Aranyember (1936)
- 120-as tempó (1937)
- Pesti mese (1937)
- Egy lány elindul (1937)
- Megvédtem egy asszonyt (1938)
- Lángok (1940)
- Erdélyi kastély (1940)
- Vissza az úton (1940)
- A kegyelmes úr rokona (1941)
- Egy éjszaka Erdélyben (1941)
- Bűnös vagyok (1941)
- Könnyű múzsa (1947)
- 1949 Janika, regia Márton Keleti
- 1953 Magazin de stat (Állami Áruház), r. Viktor Gertler
- Az élet hídja (1955)
- Budapesti tavasz (1955)
- A tettes ismeretlen (1957)
- Két vallomás (1957)
- 1958 Édes Anna, regia Zoltán Fábri
- A megfelelő ember (1959)
- Fapados szerelem (1959)
- A Noszty fiú esete Tóth Marival (1960)
- 1961 Raze pe gheață (Napfény a jégen), r. Frigyes Bán
- Mici néni két élete (1962)
- Fagyosszentek (1962)
- Egyiptomi történet (1962)
- 1964 Logodnicele văduve (Özvegy menyasszonyok), r. Viktor Gertler
- Már nem olyan időket élünk (1965)
- Minden kezdet nehéz (1966)
- Tiltott terület (1968)
- 1968 Alfa Romeo și Julieta (Alfa Rómeó és Júlia), r. Frigyes Mamcserov
- A nagy kék jelzés (1969)

### Filme de televiziune
- Szoba a hegyen (1960)
- Férjhez menni tilos (1963)
- Veszedelmes labdacsok (1966)
- Látszat és valóság (1966)
- Reggeli a marsallnál (1967)
- Bors 1-15. (1968)
- Mennyei pokoljárás (1969)
- Randevú (1969)
- Útközben (1970)

## Premii și distincții
- Premiul Jenő Rákosi (1963)
- Artist emerit (1965)
- Maestru al artei (1969)